# Сецебожиці
Сецебожиці (пол. Siecieborzyce, нім. Rückersdorf) — село в Польщі, у гміні Шпротава Жаґанського повіту Любуського воєводства.
Населення — 957 осіб (2011).
У 1975-1998 роках село належало до Зеленогурського воєводства.

## Демографія
Демографічна структура станом на 31 березня 2011 року:
|          | Загалом | Допрацездатний вік | Працездатний вік | Постпрацездатний вік |
| -------- | ------- | ------------------ | ---------------- | -------------------- |
| Чоловіки | 491     | 102                | 353              | 36                   |
| Жінки    | 466     | 98                 | 281              | 87                   |
| Разом    | 957     | 200                | 634              | 123                  |